# Bronsryttaren

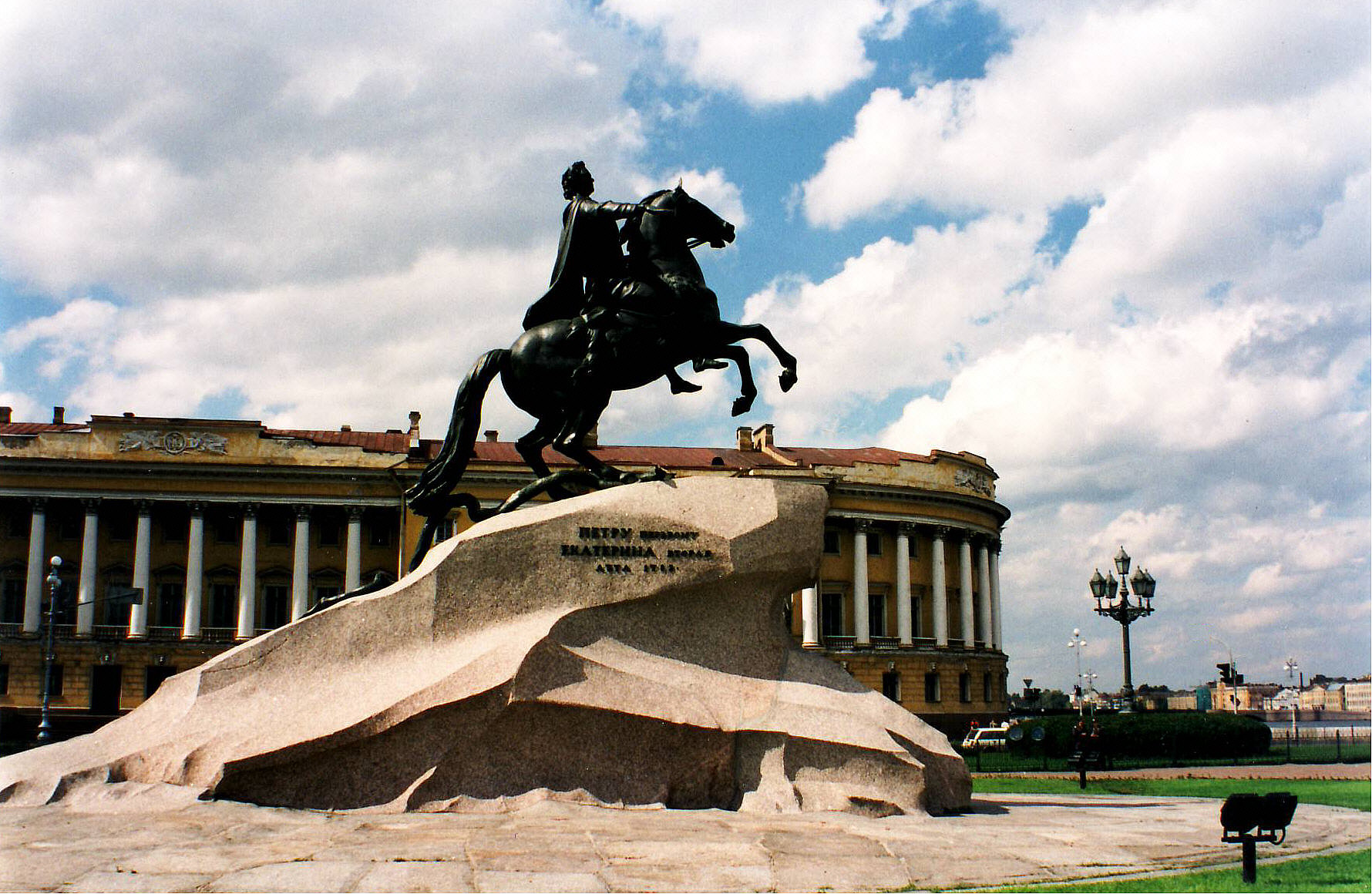
Bronsryttaren, 1998.

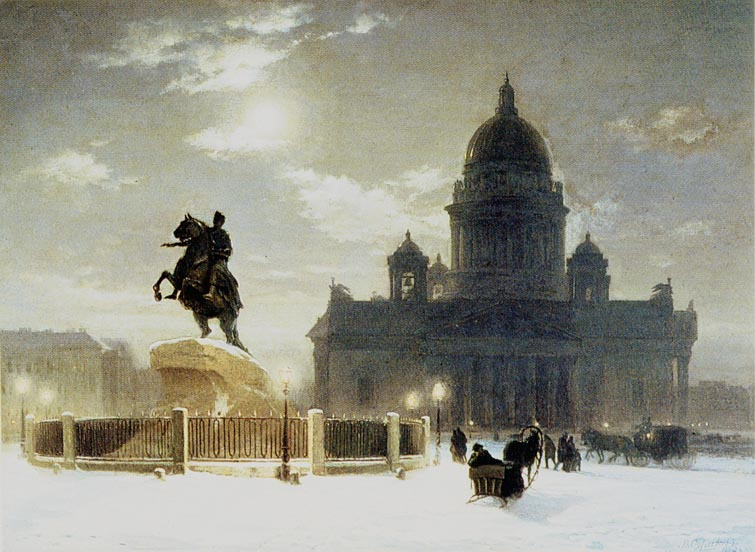
Bronsryttaren av Vasilij Surikov.

Bronsryttaren (ryska: Медный всадник, bokstavligt "Kopparryttaren") är en ryttarstaty i Sankt Petersburg i Ryssland. Den uppfördes 1782 av den franske konstnären Étienne Maurice Falconet och föreställer stadens grundare tsar Peter den store. Det är också namnet på en dikt av Aleksandr Pusjkin om statyn skriven 1833, och anses vara ett av de viktigaste verken i rysk litteratur. Statyn kom att bli känd som bronsryttaren på grund av diktens spridning. Statyn är nu en av stadens symboler, såsom frihetsgudinnan är en symbol för New York.

## Belägringen av Leningrad
Det finns en legend från 1800-talet som säger att så länge Bronsryttaren står i mitten av Sankt Petersburg kommer fientliga trupper aldrig inta staden. Under den 900 dagar långa belägringen av Leningrad (som var stadens namn 1924–1991) under andra världskriget, togs statyn inte ner utan täcktes med sandsäckar och träskydd. Skyddet fungerade så bra att Bronsryttaren överlevde de 900 dagarna av bombning och artillerield i princip oskadad. Helt enligt legenden blev Sankt Petersburg aldrig erövrat.